# Die Arena
Die Arena (orig.: Under the Dome, wörtlich: Unter der Kuppel) ist ein Roman des US-amerikanischen Schriftstellers Stephen King, der im November 2009 veröffentlicht wurde.

## Inhalt

### Ausgangssituation
Eines Morgens im Oktober senkt sich im Bruchteil einer Sekunde ein kuppelförmiges Kraftfeld entlang der Gemeindegrenze der Kleinstadt Chester’s Mill im Bundesstaat Maine hernieder. Das führt unmittelbar zu zahlreichen katastrophalen Unfällen (etwa einem Flugzeugabsturz oder einer von der Kuppel abgetrennten Hand) und auf lange Sicht zu einer vollständigen Isolation der etwa 2000 Einwohner. Die unsichtbare Barriere erweist sich als unzerstörbar, ist aber durchlässig für kleinste Teilchen von molekularer Größe. Dadurch findet ein schwacher Luftaustausch statt und auch das Wasser aus den Bächen innerhalb der Kuppel fließt hinaus, allerdings mit Stauungen an den Kuppelwänden.

### Handlungsverlauf
Während die Armee unter der Führung von Präsident Barack Obama versucht, die Kuppel zu durchdringen, bilden sich unter der Kuppel schnell zwei Lager heraus. Zum einen ist da der korrupte Stadtverordnete Big Jim Rennie, der seine Chance gekommen sieht, zu wahrer Größe aufzusteigen, und dem dazu jedes Mittel recht ist. Sein psychopathischer und kranker Sohn Junior ist ihm ebenso eine Hilfe wie der unfähige Polizeichef Peter Randolph.
Auf der anderen Seite steht der Irak-Veteran Dale Barbara, der die Stadt gerade verlassen wollte, als die Kuppel auf die Stadt hernieder kam. Zusammen mit der ortsansässigen Reporterin Julia Shumway gruppiert er den Widerstand gegen Rennies Machenschaften. Als es diesem gelingt, den von Obama persönlich zum Befehlshaber der Stadt ernannten Barbara des mehrfachen Mordes anzuklagen und einzusperren, eskaliert die Situation: Unter der Kuppel herrschen Polizeiwillkür und ständige Angst, sämtliche Drohungen prallen von Rennie ab, da niemand von außen zu ihnen vorstoßen kann.

### Ende
Nach der katastrophalen Explosion eines Drogenlabors, in dem fast die gesamten Propangasvorräte der Stadt lagern, vernichtet ein außer Kontrolle geratenes Feuer die Kleinstadt und tötet durch die innerhalb der Kuppel entlangrollende Feuerwalze und den sich unter der Kuppel stauenden Rauch fast alle Einwohner. 30 Menschen können sich zur Kuppelwand retten, an der das Militär große Industrieventilatoren aufgestellt hat. Der enorme äußere Luftdruck sorgt dafür, dass ein leichter Luftstrom durch die Kuppelwände diffundiert.
Eine Handvoll Menschen, unter ihnen Barbara und Julia Shumway, finden heraus, was die Kuppel wirklich ist: Sie wurde von undefinierbaren Wesen jenseits unserer Dimension geschaffen und diente diesen als Amüsement – die Einwohner von Chester’s Mill sind für sie, was Ameisen für menschliche Kinder sind, die im morbiden Spieltrieb andere Lebewesen quälen. Als Julia und Barbara das begreifen, versuchen sie, zu diesen Wesen Kontakt aufzunehmen. Dies gelingt Julia, die den Wesen schließlich klarmachen kann, dass sie denkende und fühlende Geschöpfe sind. Daraufhin wird die Kuppel von den unbegreiflichen Mächten wieder beseitigt.

## Politische Bezüge
Laut Welt-Redakteur Wieland Freund sei Under the Dome Kings bislang politischstes Buch. Die Stadtoberen seien dem politischen Personal der Bush-Jahre nachempfunden. So trage der Erste Stadtverordnete Andy Sanders Züge von George W. Bush. Außerdem würden beide zu der religiösen Rechten neigen.
Breiten Raum nimmt die Schilderung der Umweltschäden und Ressourcenknappheit ein, die sich rasch entwickeln. In der Glaskuppel wird buchstäblich die Luft knapp.

## Verknüpfungen
Wie beinahe jeder Roman gliedert sich auch Die Arena in das stets anwachsende King-Universum ein. Vor allem folgende Verknüpfungen zu vorigen Werken sind erwähnenswert:
- Chester’s Mill liegt in unmittelbarer Nachbarschaft zweier Städte, die bereits vorher Schauplätze von King-Werken waren: Castle Rock und Tarker Mills.
- Wie auch das Monster aus Es und die Wesen aus der Novelle N. (aus der Sammlung Sunset) sind die Erschaffer der Kuppel Außenseiter; ein King-Fans bekanntes Symbol findet sich sowohl am Eingang zum Bau des Ungeheuers als auch auf der Box, welche die Kuppel erzeugt.
- Julia Shumway schreibt in der Kurzgeschichte N. den Artikel über den Selbstmord der Bonsaint-Geschwister.
- Ein Internet-User bezeichnet die Kuppel als gescheitertes Armee-Experiment und zitiert dazu den King-Film The Mist.
- Es besteht eine Verknüpfung zu Lee Childs Büchern über Jack Reacher als Militärpolizist.

## Kritik
Der Spiegel schreibt 2009 in seiner Rezension des Buches: King erzeugt Schrecken durch Regression, durch die Wiederbelebung kindlicher Ängste - und durch den Rückfall mancher Charaktere in eine infantile, polymorph-perverse Freude am Quälen und Erniedrigen anderer. [...] „Die Arena“ ist ein Monster von einem Buch, nicht nur seines bloßen Umfangs wegen. Unter der Haut dieses Monsters aber verbergen sich keine Knochen und Muskeln, sondern Ängste und Phantasien, die durchaus kindlich, wenn auch nicht im pädagogischen Sinne kindgerecht sind. Und irgendwo zwischen Rauch, Ruinen und Leichen hängt bei King immer auch ein Spiegel, der mit der Inschrift „Erkenne dich selbst“ versehen, aber in einem provinziellen Rahmen gefasst ist.

## Trivia
- Bereits 1949 schilderte James Blish in der Kurzgeschichte The Box, wie eine amerikanische Stadt plötzlich mit einer undurchdringlichen, durch eine unbekannte Strahlung erzeugten Kuppel von der Außenwelt abgeschnitten wird.
- 1963 wurde in dem Roman Die Wand der österreichischen Schriftstellerin Marlen Haushofer eine sehr ähnliche Situation wie bei King beschrieben. Der Roman wurde zudem 2012 verfilmt.
- 2007 kam mit Die Simpsons – Der Film ein Film in die Kinos, bei dem eine Kleinstadt durch eine gigantische Glaskuppel von der Außenwelt abgeschnitten wurde. Im Gegensatz zu Kings Roman handelt es sich im Film jedoch um eine Aktion von Präsident Arnold Schwarzenegger, der die ausufernde Umweltverschmutzung in Springfield (maßgeblich verursacht durch Homer Simpson) eindämmen will.
- Mit einer Länge von 1.280 Seiten ist der Roman (nach The Stand – Das letzte Gefecht und Es) Kings drittlängster Roman.
- Bereits eine Woche vor der Veröffentlichung des Romans erschien das 34-stündige Original-Hörbuch sowie die italienische Übersetzung.
- Der Roman basiert auf Kings unvollendetem Roman The Cannibals, den er 1976 zu schreiben versuchte und nach zweimonatiger Arbeit und 75 Seiten abbrach.[4]
- Unmittelbar nach der Veröffentlichung des Buchs erwarb Steven Spielbergs Firma DreamWorks SKG die Filmrechte mit der Absicht, es als Miniserie umzusetzen.
- Audible produzierte die ungekürzte deutschsprachige Fassung des Hörbuchs, die im Juni 2010 erschien und mit einer Spieldauer von 41 Stunden zu den längsten deutschsprachigen Hörbuchproduktionen gehört.[5] Der Sprecher des Hörbuchs ist der Synchronsprecher David Nathan, der auch zahlreiche bekannte Schauspieler synchronisiert.
- Am 6. Juli 2010 erschien die Taschenbuchausgabe; die deutsche Taschenbuchausgabe folgte am 13. Juni 2011 im Heyne Verlag.
- In Folge 3 der 7. Staffel der Zeichentrickserie Rick and Morty, wird auf Anordnung des US-Präsidenten der Bundesstaat Virginia durch eine gigantische Kuppel vom Rest des Landes abgeschnitten, da die Einwohner geistig unter der Kontrolle eines außerirdischen Wesens stehen.

## Veröffentlichungsgeschichte
Schon im Vorfeld sorgte Die Arena wegen einer besonderen Werbekampagne für viel Gesprächsstoff:
- Das Cover wurde über eine Woche hinweg schrittweise enthüllt.[6]
- King gab zahlreiche Interviews über die Entstehung des drittlängsten Werks aus seiner Feder.
- Vorab veröffentlichte King sowohl die ersten beiden Kapitel des Romans als auch Auszüge aus dem unvollendeten Manuskript The Cannibals, auf dem er basiert.

## Serien-Adaption
Das Drehbuch zur für CBS produzierten und seit 2013 ausgestrahlten Fernsehserie (nach 3 Staffeln mit 39 Folgen eingestellt) schrieb King gemeinsam mit Brian K. Vaughan.

## Ausgaben (Auswahl)
- Under the Dome. Scribner, New York City 2009, ISBN 978-1-4391-4850-1.
- Die Arena. Heyne, München 2009, ISBN 978-3-453-26628-5.
- Die Arena. Heyne, München 2011, ISBN 978-3-45343-523-0.